# Шемница (дем Кукуш)
 Тази статия е за селото.  За реката вижте Шемница.  
Шемница или Снефча (на гръцки: Κεντρικό, Кендрико, катаревуса: Κεντρικόν, Кендрикон, до 1927 година Σνέφτσα, Снефца) е село в Егейска Македония, Гърция, дем Кукуш (Килкис) на административна област Централна Македония.

## География
Селото е разположено в планината Круша, Северна Гърция.

## История

### В Османската империя
През XIX век Шемница е село в казата Аврет Хисар (Кукуш) на Османската империя. В „Етнография на вилаетите Адрианопол, Монастир и Салоника“, издадена в Константинопол в 1878 година и отразяваща статистиката на населението от 1873 година, Щемица (Chtemitza) е посочено като селище в Аврет Хисарската каза с 80 домакинства, с 85 жители мюсюлмани и 300 жители българи.
През ноември 1880 година жителите на Шемница заедно с околните села Морарци и Деречифлик се опакват в Екзархията от гръцкия владика за вършените от него насилия.
Според статистиката на Васил Кънчов („Македония. Етнография и статистика“) в 1900 година Шемница (Енфидже) има 160 жители българи християни, 300 турци и 80 цигани.
Цялото население на селото е под върховенството на Българската екзархия. По данни на секретаря на екзархията Димитър Мишев („La Macédoine et sa Population Chrétienne“) в 1905 година в Щемница (Chtemnitza) има 560 българи екзархисти и в селото работи българско училище.
При избухването на Балканската война в 1912 година един човек от Шемница е доброволец в Македоно-одринското опълчение.

### В Гърция
След Междусъюзническата война селото попада в Гърция. Населението му се изселва в България и на негово място са настанени гърци бежанци. В 1927 година името на селото е променено на Кендрикон. В 1928 година селото е изцяло бежанско с 98 семейства и 365 жители бежанци.

## Личности
Родени в Шемница
- Иван Василев (1890 – ?), македоно-одрински опълченец, Кукушката чета[8]

## Други
На Шемница е наречена улица в кварталите „Разсадник-Коньовица“ и „Красна поляна 3“ в София (Карта).